# Coniothyrium palmicola
Coniothyrium palmicola är en svampart som först beskrevs av Elias Fries, och fick sitt nu gällande namn av Karl Starbäck. Coniothyrium palmicola ingår i släktet Coniothyrium och familjen Leptosphaeriaceae.   Inga underarter finns listade i Catalogue of Life.